# Terremoti in Irpinia
Questa è la lista dei terremoti distruttivi che hanno colpito il distretto sismico dell'Irpinia a partire dal XV secolo. Il numero dei morti include tutte le vittime di ciascun sisma, compresi coloro che erano residenti in altri distretti. Viceversa l'elenco non include quegli eventi sismici che, pur avendo interessato marginalmente l'Irpinia, avevano epicentri localizzati in altri distretti.

## Eventi principali
- Terremoto del 5 dicembre 1456: colpì un'area vastissima che si estendeva dal golfo di Taranto (ove vi fu anche un maremoto) fino a tutto l'Abruzzo. Il sisma, di cui non si conosce con precisione l'epicentro, provocò in tutto diverse decine di migliaia di morti.
- Terremoto del 15 gennaio 1466: con epicentro a sud della sella di Conza, presso i monti Eremita-Marzano; causò gravi danni e centinaia di morti nell'Irpinia meridionale.
- Terremoto del 29 marzo 1517: con epicentro fra il Formicoso e la Baronia; non si conosce il numero totale delle vittime di tale sisma, ma nel solo borgo di Conza perirono 26 persone.
- Terremoto dell'8 settembre 1694, con epicentro lungo l'alto corso dell'Ofanto; provocò circa 6 000 morti, mentre nel golfo di Napoli si sviluppò un maremoto.
- Terremoto del 14 marzo 1702, con epicentro nella media valle del Calore a est di Benevento; causò circa 400 vittime.
- Terremoto del 29 novembre 1732, con epicentro presso Grottaminarda, nella valle dell'Ufita; provocò alcune migliaia di morti.
- Terremoto del 9 aprile 1853, con epicentro presso le sorgenti del Sele, nell'Irpinia meridionale; le vittime furono circa una dozzina.
- Terremoto del 7 giugno 1910, con epicentro a Calitri, nella media valle dell'Ofanto; causò quasi 50 vittime.
- Terremoto del 23 luglio 1930, con epicentro tra Lacedonia e Bisaccia, nell'alta valle del Calaggio. Provocò 1 404 morti.
- Terremoto del 21 agosto 1962, con epicentro tra la bassa valle del Miscano e il fiume Ufita, nell'Irpinia settentrionale. Causò 17 vittime.
- Terremoto del 23 novembre 1980, con epicentro nell'alta valle del Sele, nell'Irpinia meridionale. Provocò 2 914 morti.